# Bmi (航空会社)
bmi（ビーエムアイ・British Midland International）は、かつて存在したイギリスの航空会社である。旧称は正式な社名のブリティッシュ・ミッドランド航空 (British Midland Airways Limited) であり日本ではこの名称が用いられる事が多かった。
2012年10月27日に運行を停止した。

## 概要
ノッティンガムにあるイーストミドランド空港が本拠地。
ロンドン・ヒースロー空港においては、すべての離着陸権利の14%を所有しているほか、ヒースローおよびマンチェスターからは、ヨーロッパのほか北米及びアフリカ、アジアへ就航している。かつては航空連合のスターアライアンスの一員でもあり、資本関係としてはルフトハンザドイツ航空の傘下にあった。2009年11月1日まではスカンジナビア航空も大株主の一つであった。

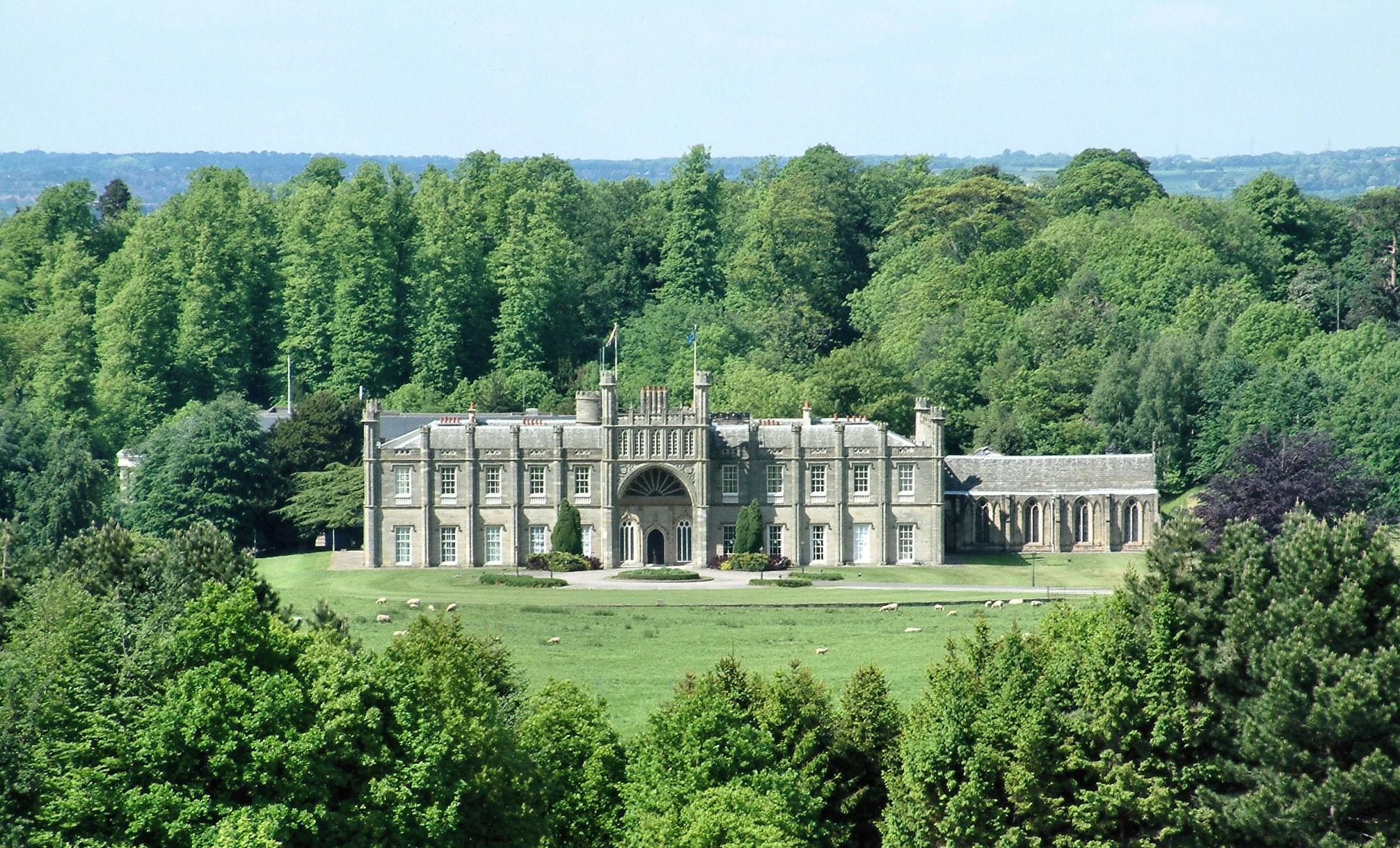
BMIの本社 (Donington Hall Castle)

2011年11月5日にルフトハンザからブリティッシュ・エアウェイズを傘下に持つインターナショナル・エアラインズ・グループ(IAG)への売却が発表された。売却は2012年3月30日に欧州委員会より承認され、同年4月12日にはブリティッシュ・エアウェイズによる統合計画が明らかになった。これに伴い、同年4月20日にスターアライアンスから脱退し、2012年5月23日からワンワールドと提携を開始。ロンドン・ヒースロー空港発着の一部路線で、bmiが運航する便に、ブリティッシュ・エアウェイズの「BA」コードが付き、今後、それが段階的に拡大される。航空券の座席予約システム（CRS）は、アマデウスITグループが運営するアマデウスを利用している。
主な子会社としてイギリス内の短距離国内線を担当するbmiリージョナルと格安航空会社である bmi baby がある。前者は本社同様マイレージサービスや上級会員ラウンジなどスターアライアンスのサービス対象となっていたが、後者は対象外となっていた。
なお、bmiリージョナルは2012年6月1日にセクター・アビエーション・ホールディングス(Sector Aviation Holdings)に売却され、同年10月27日まではbmi便の運航を続けるが、それ以降は独自に事業を展開していた。しかし、2019年2月16日付で運航を停止している。

## マイレージプログラム: Diamond Club
ダイアモンド・クラブ。
ブルー、ブループラス、シルバー、ゴールドのステータスがあり、取得マイルに応じて様々な特典が受けられる。
入会資格は、ヨーロッパ在住者のみとなっている。そのほか、ANAマイレージクラブなどスターアライアンス各社のマイレージプログラムを利用することも可能であったが、当社のスターアライアンスからの脱退に伴い、ルフトハンザグループのマイレージプログラムは2012年4月19日限りで使えなくなり、他のスターアライアンスメンバーのマイレージプログラムも同年5月31日限りで提携が終了した。
なお、当社のブリティッシュ・エアウェイズへの統合に伴い、当プログラムはイギリス地区での提携クレジットカードでのポイントサービスなど一部を除き、2012年内に廃止される予定である。
- 2005年中旬より、bmi baby tiny fareでの搭乗は、マイレージの加算対象外になった。
- 2006年1月より、bmi baby tiny fareでの搭乗のシルバーメンバーは、ビジネスラウンジの利用が不可能になった。
- ブループラスはスターアライアンスでは上級会員の扱いとならないが、国内線・短距離国際線で有償となっている機内食が無料になるなどの特典がある。

## 機材

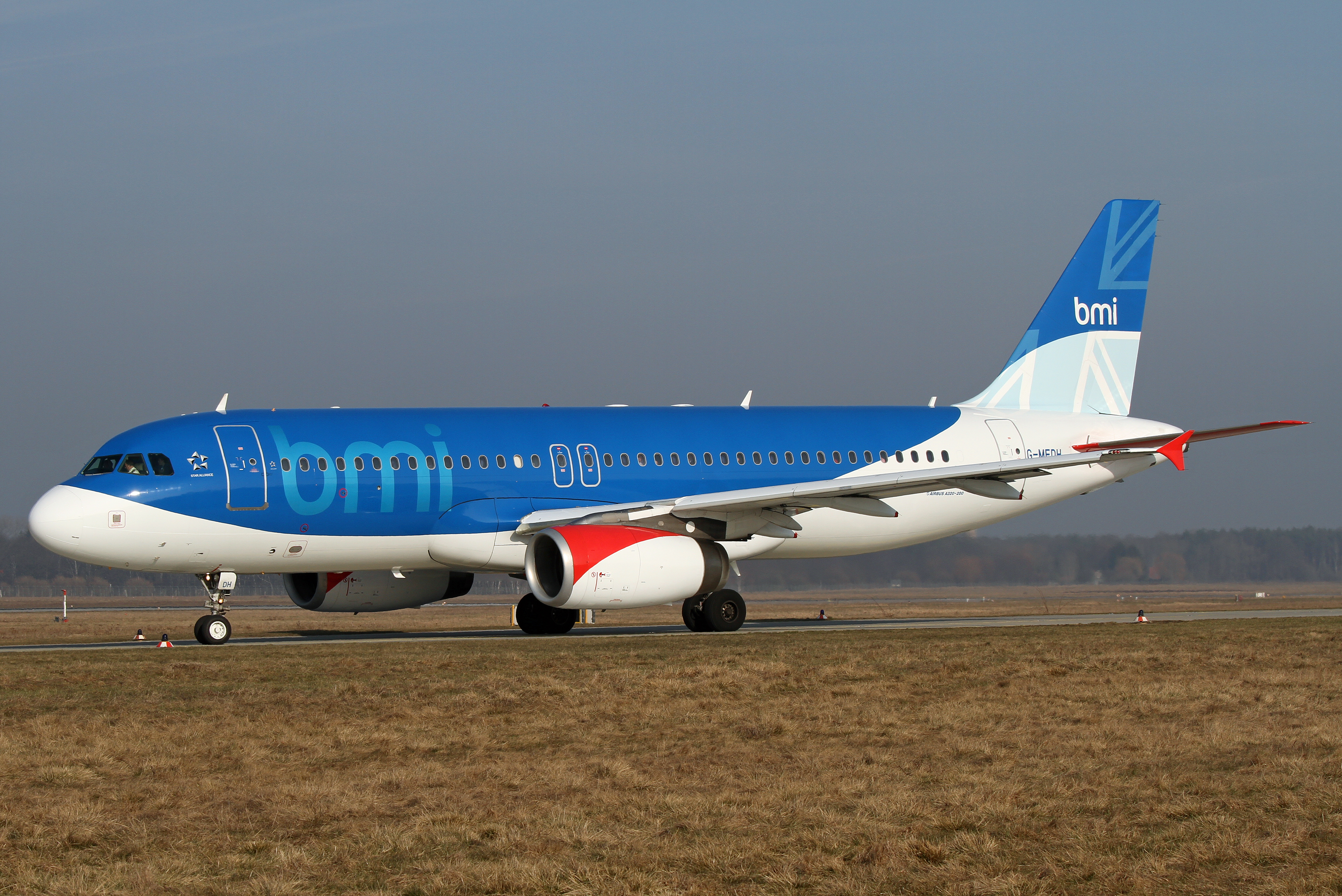
BMIのエアバスA320-200

この航空会社の機材は以下の航空機で構成される (2007年11月現在)
- エアバスA330-200型機 3機
- エアバスA321-200型機 7機
- エアバスA320-200型機 13機
- エアバスA319-100型機 11機
- エンブラエルERJ-145型機 13機
- エンブラエルERJ-135型機 3機

## 就航都市
| bmi 就航都市 (2011年11月現在) | bmi 就航都市 (2011年11月現在) | bmi 就航都市 (2011年11月現在)                | bmi 就航都市 (2011年11月現在) | bmi 就航都市 (2011年11月現在) |
| ----------------------------- | ----------------------------- | -------------------------------------------- | ----------------------------- | ----------------------------- |
| 国                            | 都市                          | 空港                                         | 備考                          |                               |
| アイルランド                  | ベルファスト                  | ベルファスト国際空港                         |                               |                               |
| アイルランド                  | ダブリン                      | ダブリン空港                                 |                               |                               |
| アゼルバイジャン              | バクー                        | ヘイダル・アリエフ国際空港                   |                               |                               |
| イギリス                      | アバディーン                  | アバディーン空港                             |                               |                               |
| イギリス                      | エディンバラ                  | エディンバラ空港                             |                               |                               |
| イギリス                      | リーズ・ブラッドフォード      | リーズ・ブラッドフォード国際空港             | 焦点都市                      |                               |
| イギリス                      | マンチェスター                | マンチェスター空港                           | ハブ空港                      |                               |
| イギリス                      | グラスゴー                    | グラスゴー国際空港                           |                               |                               |
| イギリス                      | ロンドン                      | ロンドン・ヒースロー空港                     | ハブ空港                      |                               |
| イギリス                      | ノリッジ                      | ノリッジ国際空港                             |                               |                               |
| イギリス                      | ノッティンガム                | イースト・ミッドランド空港                   |                               |                               |
| イラン                        | テヘラン                      | エマーム・ホメイニー国際空港                 |                               |                               |
| インド                        | アムリトサル                  | アムリトサル国際空港                         |                               |                               |
| エジプト                      | カイロ                        | カイロ国際空港                               |                               |                               |
| エチオピア                    | アディスアベバ                | ボレ国際空港                                 |                               |                               |
| オーストリア                  | ウィーン                      | ウィーン・シュヴェヒャート国際空港           |                               |                               |
| オランダ                      | フローニンゲン                | フローニンゲン・エールデ空港                 |                               |                               |
| カザフスタン                  | アルマトイ                    | アルマトイ国際空港                           |                               |                               |
| キルギス                      | ビシュケク                    | マナス国際空港                               |                               |                               |
| ジョージア                    | トビリシ                      | トビリシ国際空港                             |                               |                               |
| サウジアラビア                | ダンマーム                    | キング・ファハド国際空港                     |                               |                               |
| サウジアラビア                | ジッダ                        | キング・アブドゥルアズィーズ国際空港         |                               |                               |
| サウジアラビア                | リヤド                        | キング・ハーリド国際空港                     |                               |                               |
| シエラレオネ                  | フリータウン                  | ルンギ国際空港                               |                               |                               |
| シリア                        | ダマスカス                    | ダマスカス国際空港                           |                               |                               |
| スイス                        | チューリッヒ                  | チューリッヒ空港                             |                               |                               |
| スイス                        | バーゼル                      | ユーロエアポート・バーゼル＝ミュールーズ空港 |                               |                               |
| スーダン                      | ハルツーム                    | ハルツーム国際空港                           |                               |                               |
| デンマーク                    | コペンハーゲン                | コペンハーゲン国際空港                       |                               |                               |
| デンマーク                    | エスビャウ                    | エスビャウ空港                               |                               |                               |
| ドイツ                        | ハノーファー                  | ハノーファー空港                             |                               |                               |
| ドイツ                        | ベルリン                      | ベルリン・ブランデンブルク国際空港           |                               |                               |
| ドイツ                        | フランクフルト                | フランクフルト空港                           |                               |                               |
| ノルウェー                    | スタヴァンゲル                | スタヴァンゲル空港                           |                               |                               |
| ノルウェー                    | ベルゲン                      | ベルゲン空港                                 |                               |                               |
| フランス                      | ニース                        | コート・ダジュール空港                       |                               |                               |
| フランス                      | リヨン                        | サン＝テグジュペリ国際空港                   |                               |                               |
| ベルギー                      | ブリュッセル                  | ブリュッセル国際空港                         |                               |                               |
| モロッコ                      | カサブランカ                  | ムハンマド5世国際空港                        |                               |                               |
| モロッコ                      | マラケシュ                    | マラケシュ・メナラ空港                       |                               |                               |
| モロッコ                      | アガディール                  | アガディール・アル・マシーラ空港             |                               |                               |
| ヨルダン                      | アンマン                      | クィーンアリア国際空港                       |                               |                               |
| レバノン                      | ベイルート                    | ラフィク・ハリリ国際空港                     |                               |                               |
| ロシア                        | モスクワ                      | ドモジェドヴォ空港                           |                               |                               |

## 事故
- ブリティッシュミッドランド航空542便不時着事故
- ブリティッシュミッドランド航空92便不時着事故